# Sapri
Sapri é uma comuna italiana da região da Campania, província de Salerno, com cerca de 6.982 habitantes. Estende-se por uma área de 13 km², tendo uma densidade populacional de 537 hab/km². Faz fronteira com Maratea (PZ), Rivello (PZ), Torraca, Tortorella, Vibonati.

## História
Suas origens remontam aos tempos da Magna Grécia, quando foi fundada pelos gregos antigos de Síbaris, sob o nome de Skidros (grego antigo: Σκίδρος). Até hoje, existem extensos vestígios da velha cidade em Sapri.

## Polemica
A cidade foi palco de uma polêmica relativa a inauguração de uma estátua em homenagem a "Spigolatrice", mulher que trabalhava nas plantações de grãos daquela região. Muitas spigolatrices combateram os aliados dos Bourbon nas lutas pela unidade italiana, principalmente no episódio de junho de 1857. Porém, na inauguração da La Spigolatrice, houve quem opinasse que a obra em questão é muito sexy e, portanto, ofensiva para as mulheres, principalmente no contexto de época, quando essas mulheres eram simples e de vestimentas modestas e comportadas conforme a época.

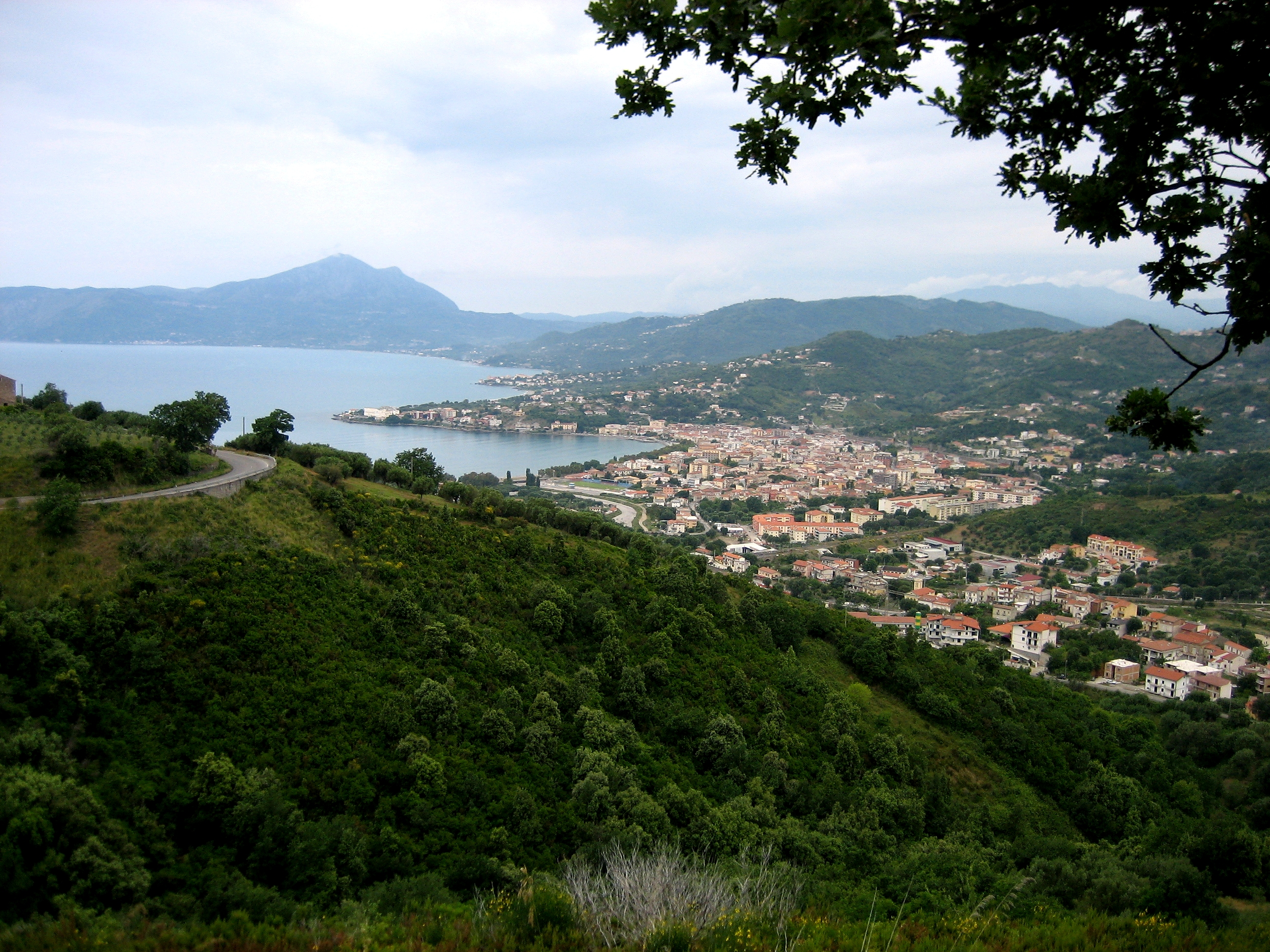
Panorama da cidade

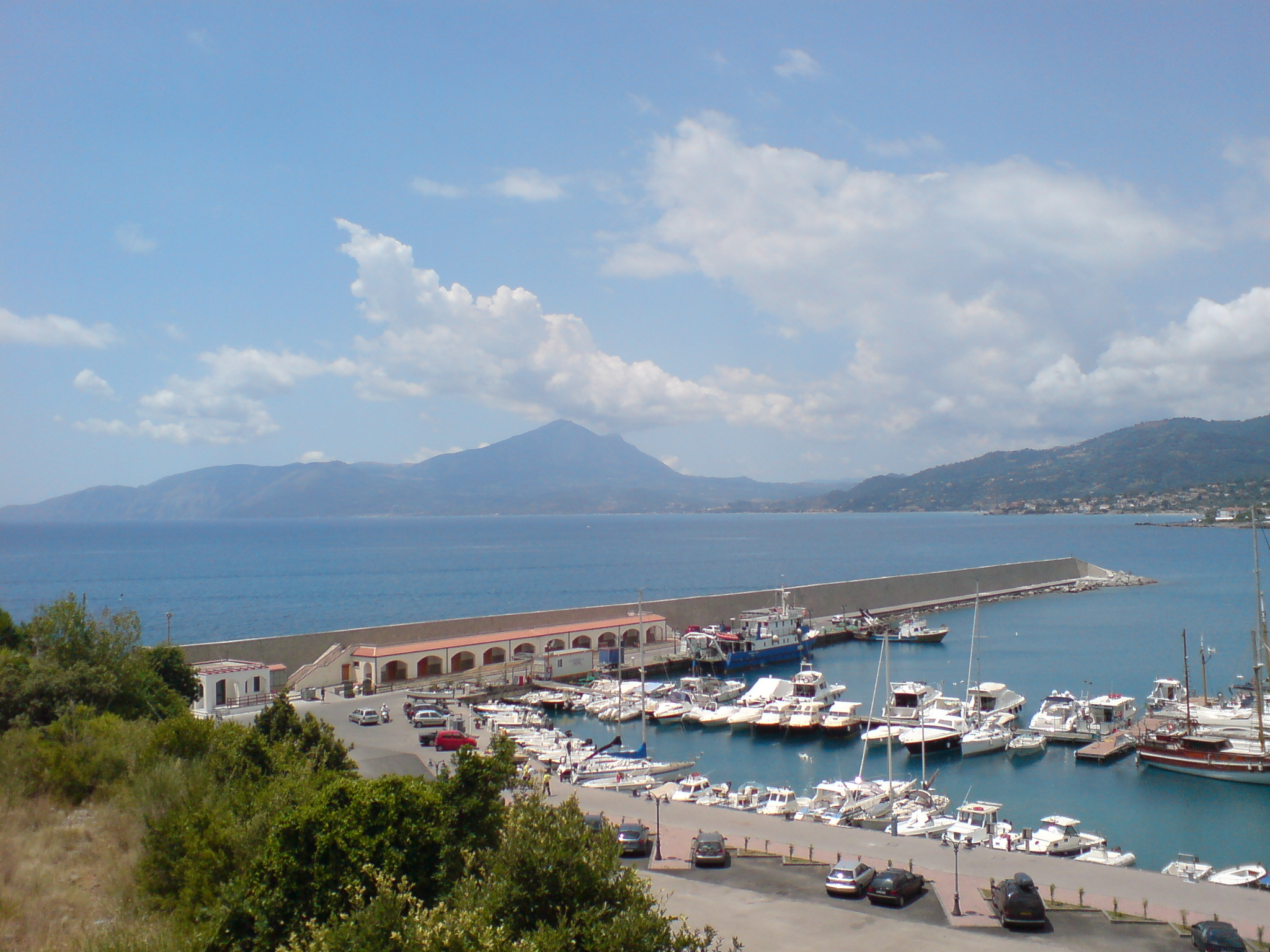
Porto da cidade

## Demografia
| Variação demográfica do município entre 1861 e 2011                               |
|                                                                                   |
| Fonte: Istituto Nazionale di Statistica (ISTAT) - Elaboração gráfica da Wikipedia |